# Malaltia de Creutzfeldt-Jakob
La malaltia de Creutzfeldt-Jakob (MCJ o CJD de l'anglès Creutzfeld Jacobs Disease) és un rar trastorn del cervell, degeneratiu i invariablement mortal. Afecta aproximadament una de cada un milió de persones en tot el món i unes 200 persones als Estats Units. La MCJ afecta igualment els homes i les dones, apareix generalment en les etapes avançades de la vida i té una trajectòria ràpida. Típicament, els símptomes comencen aproximadament a edat de 60 anys i un 90 per cent dels pacients moren en el transcurs d'un any. En les etapes inicials de la malaltia, els pacients pateixen falles de memòria, canvis de comportament, manca de coordinació i pertorbacions visuals. A mesura que progressa la malaltia, el deteriorament mental es fa més pronunciat, es poden produir moviments involuntaris, ceguesa, debilitat de les extremitats i coma.
D'acord amb les proves de què disposem, la MCJ resulta del plegament anormal d'un prió. Aquest fenomen sembla estimular que altres proteïnes alterin la seva forma, cosa que n'afecta el funcionament. És per això que se la classifica entre les malalties priòniques o encefalopaties espongiformes transmissibles (EET), caracteritzades per presentar una forma anòmala de la proteïna priònica cel·lular (PrPC).
La malaltia de Creutzfeldt-Jakob pertany a una família de malalties dels éssers humans i animals conegudes com a encefalopaties espongiformes transmissibles (EET). Espongiformes es refereix a l'aspecte característic dels cervells infectats, que s'omplen d'orificis o forats fins que s'assemblen a esponges sota un microscopi. La MCJ és la més comuna de les encefalopaties espongiformes transmissibles (EET) humanes conegudes. Entre altres EET humanes figuren el kuru, l'insomni familiar fatal (IFF) i la síndrome de Gerstmann-Sträussler-Scheinker (GSS). El kuru va ser identificat en persones d'una tribu aïllada de Papua Nova Guinea i ja gairebé ha desaparegut. L'insomni familiar fatal i la GSS són malalties hereditàries summament rares, que es troben només en unes quantes famílies de tot el món. Podem trobar altres casos de EET en tipus específics d'animals. Entre aquests figuren l'encefalopatia espongiforme bovina (EEB), que es troba en les vaques i es diu sovint malaltia de les "vaques boges", que afecta les ovelles, i l'encefalopatia del visó. Malalties similars han ocorregut en els ants, cérvols i animals zoològics exòtics.

## Tipus
Hi ha tres categories principals de la malaltia de Creutzfeldt-Jakob (MCJ): 

### Esporàdica
Aquest és el tipus més comú de MCJ i explica un 85% dels casos. En aquests casos, la malaltia es presenta tot i que la persona sembla estar lliure de factors de risc associats, és a dir, l'etiologia n'és desconeguda. De vegades és causada per una mutació sense sentit del gen de la proteïna priònica (PRNP) i d'altres, l'envelliment és l'únic factor de risc consistent. Així mateix, s'han identificat d'altres mutacions que no causen directament la malaltia però tornen els individus més susceptibles de contreure la infecció amb el prió i estarien doncs implicades parcialment en la incidència esporàdica de la malaltia
Forma panencefalopàticaLa malaltia de Creutzfeldt-Jakob forma panencefalopàtica (MCJfp) ocorre principalment al Japó i té un curs relativament llarg, amb símptomes que progressen sovint durant diversosn anys. Com el seu nom indica, no afecta només al cervell sinó a tot l'encèfal.

### Hereditària
Es pot determinar en la història del pacient algun antecedent familiar de la malaltia o proves positives de mutació genètica associada amb el gen productor del prió causant de la MCJ. En els Estats Units, entre el 5 i el 10% dels casos de MCJ són d'origen genètic i hereditari. El 1950, es va reportar i es va realitzar el seguiment del primer cas familiar amb membres de tres generacions probablement afectats. Així mateix, està documentada la transmissió entre persones. El 1979, es va establir que prop d'un 15% dels casos de MCJ són de tipus familiar. En 1981, altre estudi sobre 73 famílies va determinar un historial consistent amb un patró d'herència autosòmica dominant. El fenotip clínic és semblant a l'observat en la MCJ esporàdica, encara que aquesta forma sol presentar-se a edats més primerenques.

### Adquirida
La malaltia és transmesa per exposició directa al prió, mitjançant contacte amb teixits cerebrals o del sistema nerviós infectats. S'ha provat el contagi mitjançant certs procediments mèdics, estant també exposats els veterinaris que han tingut contacte amb vaques o ovins malalts, personal de la indústria de la carn, etc. No obstant això, no hi ha cap prova que la MCJ pugui encomanar-se mitjançant un contacte casual amb els malalts. Si bé la MCJ pot transmetre's de persona a persona, el risc que això ocorri és extremadament baix: des que la malaltia va ser descrita per primera vegada, menys de l'1% dels casos han estat demostrats com a adquirits. No hi ha cap evidència que demostri que la MCJ pugui transmetre's a través de l'aire, pel simple contacte o altres formes casuals.

## Símptomes
Els primers símptomes de la malaltia de Creutzfeldt-Jakob inclouen típicament demència - canvis de personalitat juntament amb deterioració de la memòria, l'enjudiciament i el pensament - i problemes de coordinació muscular. Les persones amb la malaltia també poden experimentar insomni, depressió o sensacions inusitades. La MCJ no ocasiona febre ni altres símptomes similars als de la grip. A mesura que progressa la malaltia, la deterioració mental del pacient s'aguditza. Sovint comença a tenir contraccions musculars involuntàries anomenades mioclònies i pot quedar cec o perdre control de la bufeta. Amb el temps els pacients perden la capacitat de moure's i parlar i cauen en coma. La pneumònia i altres infeccions ocorren sovint en els pacients d'aquesta malaltia i poden conduir a la mort.
Hi ha diverses variants conegudes de la MCJ. Aquestes variants difereixen una mica en els símptomes i en el curs de la malaltia. Per exemple, una forma variant de la malaltia (nv-MCJ o v-MCJ), descrita a Gran Bretanya i en algunes altres parts d'Europa, comença principalment amb símptomes psiquiàtrics, afecta a pacients més joves que els d'altres tipus de MCJ i té una durada més llarga de l'ordinari des del començament dels símptomes fins a la mort. Altra variant, anomenada forma panencefalopática, ocorre principalment en el Japó i té un curs relativament llarg de la malaltia, amb símptomes que progressen sovint per diversos anys. Els científics estan tractant de determinar què ocasiona aquestes variacions en els símptomes.
Alguns símptomes de la MCJ poden ser similars als símptomes d'altres trastorns neurològics progressius tals com l'Alzheimer o la malaltia de Huntington. No obstant això, la MCJ ocasiona canvis singulars en el teixit cerebral que poden veure's en l'autòpsia. També tendeix a ocasionar una deterioració més ràpida de les capacitats d'una persona que la malaltia d'Alzheimer o la majoria dels altres tipus de demència.

## Diagnòstic

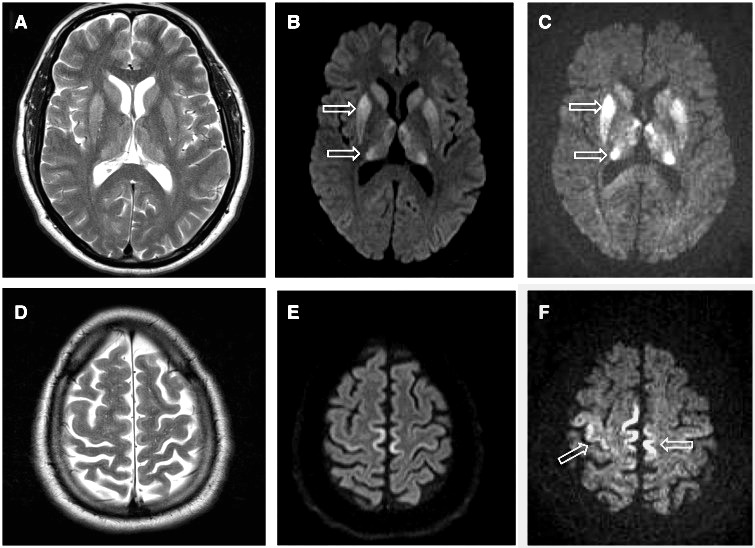
RMN d'un pacient afectat de la SCJ iatrògen. Amb hiperintensitat dels ganglis basals i talàmics (B i C) i hiperintensitat cortical al lòbul paracentral bilateral i circumvolució cerebral precentral dreta (F)

En l'actualitat no hi ha una prova diagnòstica per a la malaltia de Creutzfeldt-Jakob (MCJ). Quan un metge sospita la presència de MCJ, la primera preocupació consisteix a descartar altres formes tractables de demència tals com l'encefalitis (inflamació del cervell) o la meningitis crònica. Es realitzarà un examen neurològic o el metge pot demanar una consulta a altres metges. Les proves estàndard de diagnòstic inclouen una extracció espinal per a descartar causes més comunes de demència i un electroencefalograma (EEG) per a registrar el patró elèctric del cervell, que pot ser particularment valuós, ja que mostra un tipus específic d'anomalia en la MCJ. La tomografia computarizada del cervell pot ajudar a descartar la possibilitat que els símptomes siguin el resultat d'altres problemes tals com un atac al cor o un tumor cerebral. Les exploracions del cervell mitjançant imatges de ressonància magnètica nuclear (RMN) també poden posar en relleu patrons característics de degeneració cerebral que poden ajudar a diagnosticar la MCJ.
L'única forma de confirmar un diagnòstic de la MCJ és mitjançant una biòpsia o autòpsia cerebral. En una biòpsia cerebral, el neurocirurgià separa un petit tros de teixit del cervell del pacient a fi que pugui examinar-lo un neuropatòleg. Aquest procediment pot ser perillós per al pacient i l'operació no sempre obté el teixit de la part afectada del cervell. Degut al fet que un diagnòstic correcte de la MCJ no ajuda al pacient, la biòpsia cerebral no s'aconsella tret que es necessiti per a descartar un trastorn tractable. En una autòpsia, s'examina tot el cervell després de la mort. Tant la biòpsia cerebral com l'autòpsia presenten un risc petit, però definitiu, que el cirurgià o altres persones que manegen el teixit cerebral puguin ser infectades accidentalment. Procediments quirúrgics i de desinfecció especials poden reduir al mínim aquest risc.
Els científics estan treballant per a crear proves de laboratori de MCJ. Una d'aquestes proves es fa en el líquid cefalorraquidi d'una persona i detecta un marcador de proteïna que indica degeneració neuronal. Aquesta prova pot ajudar a diagnosticar la MCJ en persones que presenten ja símptomes clínics de la malaltia. Aquesta prova és molt més fàcil i segura que una biòpsia cerebral. La taxa de resultats fals-positius és d'aproximadament d'un 5 a un 10 per cent. Els científics estan treballant per a desenvolupar aquesta prova per a ús en laboratoris comercials. Hi ha informes sobre altres formes de diagnosticar la malaltia, incloses les biòpsies d'amígdales, que poden conduir a altres proves.

## Tractament
No hi ha un tractament al moment que pugui curar o controlar la malaltia de Creutzfeldt-Jakob. Els investigadors han sotmès a prova molts medicaments, entre ells l'amantidina, la clorpromazina, els esteroides, l'interferó, l'aciclovir, agents antivirals i els antibiòtics. No obstant això, cap d'aquests tractaments ha demostrat un benefici uniforme. El tractament actual de la MCJ té com propòsit principal l'alleujar els símptomes i fer sentir al pacient el més còmode que sigui possible. Les drogues opiàcies poden ajudar a reduir el dolor si aquest ocorre. Durant les últimes etapes de la malaltia, al canviar la posició de la persona, amb freqüència se li pot mantenir més còmode i se li ajuda a evitar lesions pròpies de la postració en llit. Pot emprar-se un catèter per a drenar l'orina si el pacient no pot controlar la funció de la bufeta i també pot utilitzar-se alimentació artificial, inclosos líquids intravenosos.

## Causes

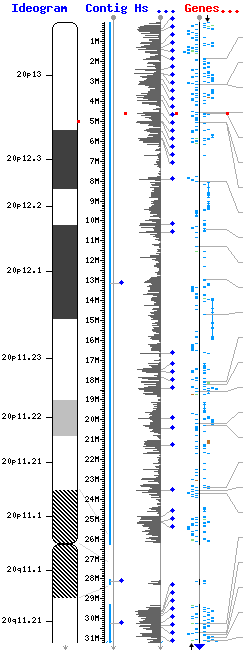
Mapa del braç curt del cromosoma 20. El punt vermell assenyala la localització del gen PRNP.

Alguns investigadors creuen que hi ha un "virus lent" i rar o altre organisme que ocasiona la MCJ. No obstant això, mai han pogut aïllar un virus o altre organisme en la persona amb la malaltia. A més, l'agent que ocasiona la MCJ té diverses característiques que són rares en els organismes coneguts tals com els virus i els bacteris. És difícil de matar, no sembla contenir cap 
informació genètica en forma d'àcids nucleics (ADN o ARN) i té generalment un llarg període d'incubació abans que apareguin els símptomes. En alguns casos, el període d'incubació pot ser de fins a 40 anys. La teoria científica principal en l'actualitat manté que la MCJ i altres EET són ocasionades no per un organisme sinó per un tipus de proteïna anomenada prió.
Els prions es troben tant en forma normal, que és una proteïna innòcua trobada en les cèl·lules del cos, com en forma infecciosa, que ocasiona la malaltia. Les formes innòcues i infeccioses de la proteïna prió són gairebé idèntiques, però la forma infecciosa adquireix una configuració plegada diferent a la de la proteïna normal. La MCJ esporàdica pot desenvolupar-se a causa del fet que els prions normals d'una persona canvien espontàniament a la forma infecciosa de la proteïna i, després, alteren als prions d'altres cèl·lules en una reacció en cadena.
Una vegada que apareixen, les proteïnes dels prions anormals s'uneixen i formen fibres o acumulacions anomenades "plaques amiloides" que poden veure's amb microscopis potents. Les fibres i les plaques poden començar a acumular-se anys abans que comencin a aparèixer els símptomes de la MCJ. Encara no és clar quin paper ocupen aquestes anormalitats en la malaltia o com poguessin afectar els símptomes.
D'un 5 a un 10 per cent de tots els casos de MCJ són hereditaris. Aquests casos sorgeixen d'una mutació, o canvi, en el gen que controla la formació de la proteïna de prions normals. Si bé els mateixos prions no contenen informació genètica i no requereixen gens per a reproduir-se, poden sorgir prions infecciosos si ocorre una mutació en el gen dels prions normals del cos. Si el gen dels prions és alterat en l'esperma o les cèl·lules ovàriques d'una persona, la mutació pot transmetre's als fills de la persona. S'han identificat diverses mutacions diferents en el gen dels prions. La mutació específica que es troba en cada família afecta a la freqüència que apareix la malaltia i a quins símptomes són més notables. No obstant això, no totes les persones amb mutacions en el gen dels prions adquireixen la MCJ. Això indica que les mutacions augmenten merament la susceptibilitat a la MCJ i que hi ha altres factors encara desconeguts que també ocupen un paper en la malaltia.

### Genètica

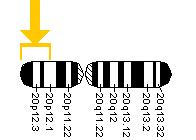
Localització del gen PRNP

El gen productor del prió ha estat anomenat PRNP. Aquest gen es troba localitzat en el braç curt (p) del cromosoma 20, en la posició 20pter-p12 (és a dir, entre la posició 20p12 i al final del braç), ocupant 15.000 parells de bases: més concretament, des del parell 4.615.068 al 4.630.233 del cromosoma. La proteïna codificada per aquest gen es denomina PrPC (c de "cel·lular", ja que es troba present en totes les cèl·lules). Malgrat això, una mutació en un únic punt d'aquest gen pot produir una forma patològica de la mateixa proteïna, que ha estat anomenada PrPSc (de scrapie, nom anglès de la tremolor ovina o caprina —ICTVdb 90.001.0.01.001).
El reemplaçament d'una molècula de l'aminoàcid lisina per prolina en un dels sectors del gen PRNP fa que un grup de 8 aminoàcids (octapèptid) comenci a replicar-se (copiar-se a si mateix), anant cada nova còpia a canviar a altres molècules de PrPC a PrPSc. D'aquesta manera s'explica la capacitat del prió per a convertir molècules normals en prions.
En 1995 es va demostrar que la variació d'aquest únic aminoàcid altera radicalment tota l'enorme estructura de la resta de la proteïna, reconfigurant-la en una nova forma, el prió.

### Cinètica molecular del prió
En trobar-se una molècula de PrPsc amb una normal, la "modela" o replega en una forma diferent a la qual tenia, reemplaçant l'aminoàcid necessari per a convertir-la en una com ella. Aquesta va a transformar a unes altres, i així successivament. Aquest procés és particularment fàcil i eficient en les neurones. Part dels túnels i vacúols que donen al cervell malalt el seu característic aspecte d'esponja són el resultat de l'"esclat" de neurones infectades que han alliberat milers de prions en el medi intercel·lular.
Les teories actuals afirmen que les cèl·lules nervioses posseïxen un receptor químic en la seva membrana que es comporta a manera de "pany". Certes proteïnes "assassines", encarregades d'aniquilar a les neurones malaltes o anormals, introduïxen part de la seva estructura en aquests receptors a manera de "clau". El receptor de les cèl·lules sanes està obstruït per una molècula de PrPc (és a dir, normal), de manera que les proteïnes assassines no puguin reconèixer-la. Si l'orifici està lliure, la proteïna assassina mata a la cèl·lula en qüestió. No obstant això, el prió, amb la seva estructura deformada, no pot ocupar el lloc que li correspon en la membrana, com una clau equivocada no pot introduir-se en un pany aliè. La cèl·lula normal, doncs, presenta el receptor lliure, donant a la proteïna assassina la impressió que es tracta d'una que ha de morir. En la MCJ i les altres EET, les proteïnes assassines maten a les neurones normals confonent-les amb cèl·lules marcades per a ser destruïdes.

## Transmissió

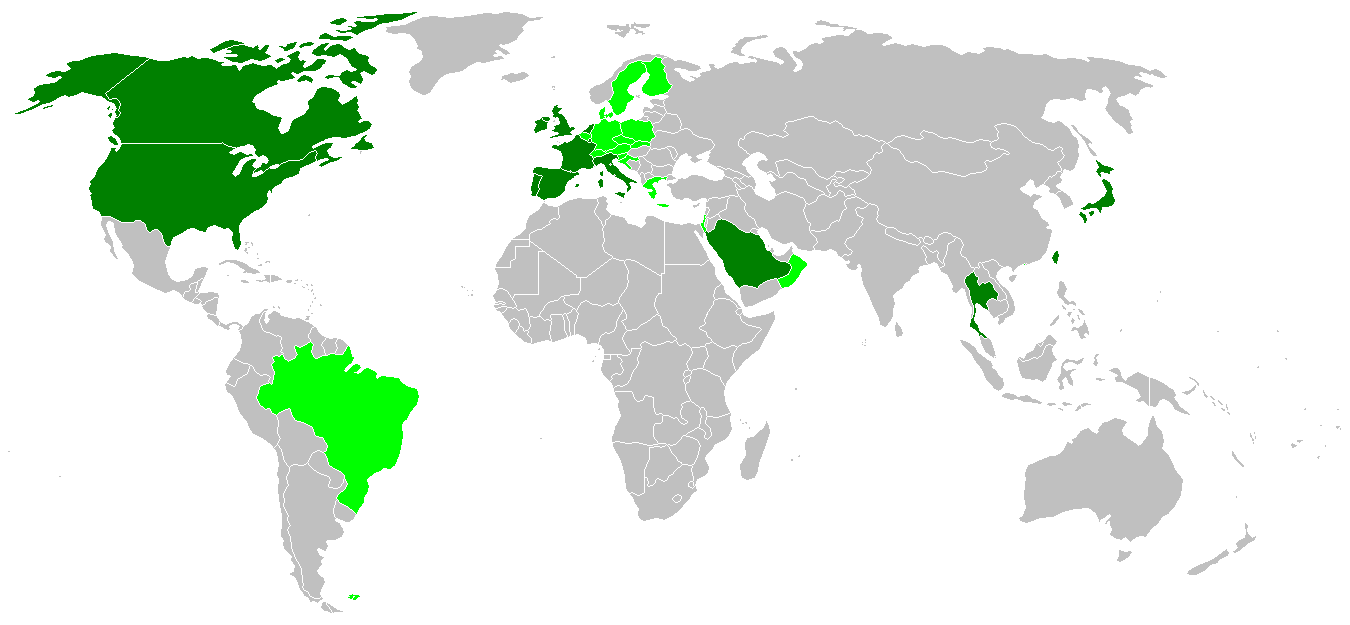
Verd fosc: regions on s'han confirmat casos humans de la MCJ; en verd clar s'assenyalen llocs on es van registrar casos d'encefalopatia espongiforme bovina (EEB).

Si bé la MCJ pot transmetre's a altres persones, el risc que això ocorri és summament baix. La MCJ no pot transmetre's a través de l'aire o al tocar a altra persona o mitjançant la majoria de les formes de contacte casual. Els cònjuges i altres membres de la família de pacients amb MCJ esporàdica no estan sotmesos a un risc major de contreure la malaltia que la població en general. No obstant això, el contacte directe o indirecte amb el teixit cerebral i el líquid de la medul·la espinal dels pacients infectats hauria d'evitar-se per a impedir la transmissió de la malaltia a través d'aquests materials. En uns quants casos molt rars, la MCJ s'ha propagat a altres persones arran d'empelts de duramàter (un teixit que cobreix el cervell), còrnies trasplantades, implantació d'elèctrodes inadequadament esterilitzats en el cervell i injeccions d'hormona contaminada de creixement pituïtari derivada de glàndules pituïtàries humanes preses de cadàvers. Els metges anomenen aquests casos que estan vinculats a procediments mèdics casos iatrogènics. Des de 1985, totes les hormones humanes del creixement utilitzades als Estats Units s'han sintetitzat mitjançant procediments d'ADN recombinants, cosa que elimina el risc de transmetre la MCJ per aquesta via.
L'aspecte d'una nova variant de MCJ (nv-MCJ o v-MCJ) en diverses persones més joves del terme mitjà a Europa ha dut a una preocupació que l'encefalopatia espongiforme bovina (EEB) pugui transmetre's als éssers humans mitjançant consum de carn de vaca contaminada. Encara que les proves de laboratori han demostrat una gran similitud entre els prions que ocasionen la EEB i la v-ECJ, no hi ha prova directa que corrobori aquesta teoria.
Moltes persones estan preocupades que sigui possible transmetre la MCJ a través de la sang i productes de sang afins tals com el plasma. Alguns estudis amb animals indiquen que la sang contaminada i els productes afins poden transmetre la malaltia, tot i que això no s'ha demostrat mai en els éssers humans. Si hi ha agents infecciosos en aquests líquids, probablement figuren en concentracions molt baixes. Els científics no saben quants prions anormals ha de rebre una persona abans que adquireixi la MCJ, per la qual cosa no saben si aquests líquids són potencialment infecciosos o no. Sí que saben que, encara que milions de persones reben transfusions de sang cada any, no hi ha casos declarats que algú contregui la MCJ d'una transfusió. Fins i tot entre els hemofílics, que de vegades reben plasma de sang concentrada de milers de persones, no hi ha casos declarats de MCJ. Això indica que, si existeix un risc de transmetre la MCJ a través de la sang o el plasma, el risc és summament petit.

## El problema de les transfusions de sang
Un informe científic publicat en la prestigiosa revista britànica The Lancet ha demostrat que la MCJ pot transmetre's a través de les transfusions de sang. El descobriment va alarmar als sistemes de salut, perquè és possible que una gran epidèmia de la malaltia aparegui en el futur proper.
No existeix una prova que permeti determinar si la sang donada està o no infectada amb el prió. Encara que el donant no presenti símptomes, pot trobar-se en la fase latent de la malaltia i transmetre-la mitjançant la sang donada.
Com reacció a aquest informe, el govern britànic va prohibir donar sang a tots aquells que hagin rebut una transfusió de sang en data posterior a gener de 1980.
A Catalunya el Banc de Sang i Teixits prohibeix donar sang, entre d'altres, a tots aquells que hagin rebut una transfusió de sang al Regne Unit en data posterior a gener de 1980.
El 28 de maig de 2002 l'Administració de Drogues i Aliments dels Estats Units (FDA), va prohibir al seu torn donar sang a les persones que hagin viscut en les zones d'Europa considerades d'alt risc d'EEB o MCJ entre 1980 i mitjans dels 90. Donat el gran nombre de militars nord-americans residents a Europa, es creu que més del 7% dels mateixos es veuran impedits de donar sang en compliment d'aquesta norma.
Mesures similars van ser adoptades per la Creu Roja australiana, que no permet donar a qui hagin viscut un temps (acumulat) d'almenys sis mesos en el Regne Unit entre 1980 i 1996. Canadà ha prohibit la donació de sang a les persones que hagin viscut sis mesos o més en el Regne Unit des de 1980. El mateix s'aplica a qui hagin residit a França per més de sis mesos.

## Víctimes famoses
La premsa massiva va començar a ocupar-se de la MCJ quan va morir víctima de la mateixa el cèlebre coreògraf rus-nord-americà George Balanchine, a qui es considera la primera víctima famosa d'aquest mal. L'artista nascut en Sant Petersburg va començar experimentant estranys problemes d'equilibri mentre ballava en 1978. Després de perdre la vista i l'oïda, va quedar completament incapacitat cap a 1982. Posteriorment va desenvolupar angina de pit i un greu atac cardíac que va obligar a practicar-li una cirurgia de bypass. Cec, sord i paralític, va morir el 30 d'abril de 1983. L'autòpsia del seu cervell va demostrar clarament que havia mort de Creutzfeldt-Jakob.